# مکافی (نیوجرسی)
مکافی (به انگلیسی: McAfee) یک منطقهٔ مسکونی در ایالات متحده آمریکا است که در ورنون، نیوجرسی واقع شده‌است. مکافی ۱۳۳ متر بالاتر از سطح دریا واقع شده‌است.